# تيرنس روبرتس (كرة سلة)
تيرنس روبرتس (بالإنجليزية: Terrence Roberts)‏ مواليد 14 أغسطس 1984 في نيوآرك، هو لاعب كرة سلة أمريكي. بدأ مسيرته الاحترافية في سنة 2008. يبلغ طوله 6 قدم 9 بوصة (2.1 م). لعب مع سايتاما برونكوس في دوري بي جاي.

## روابط خارجية
- تيرنس روبرتس على موقع الاتحاد الدولي لكرة السلة (الإنجليزية)
- تيرنس روبرتس على موقع كرة السلة الأوروبية.كوم (الإنجليزية)
- تيرنس روبرتس على موقع كلية كرة السلة في سبورتس رفرنس.كوم (الإنجليزية)
- تيرنس روبرتس على موقع ريلجم (الإنجليزية)
- تيرنس روبرتس على موقع بروبوليرز (الإنجليزية)
- تيرنس روبرتس على موقع سبورتس رفرنس (الإنجليزية)